# Петрок Малый

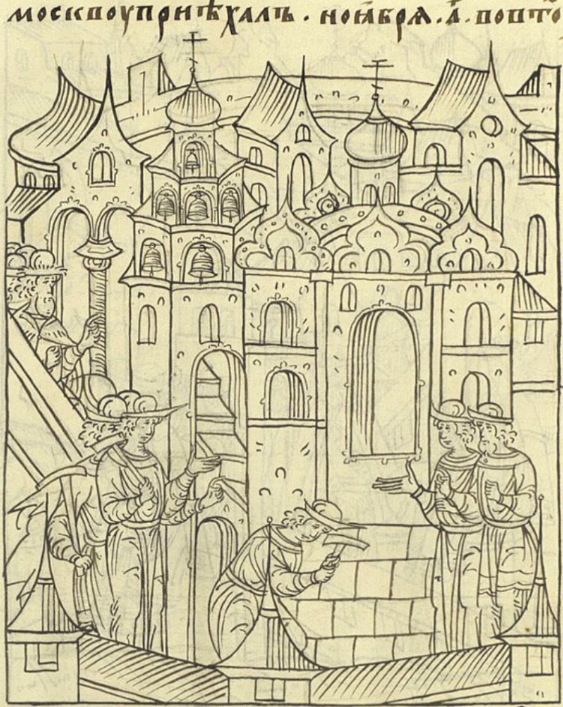
Петрок Малый Фрязин достраивает церковь Воскресения Христова, Лицевой летописный свод, XVI в.

Петрок Малый (Пётр Малой Фрязин) — итальянский архитектор, активно работавший на Руси в 1530-е годы, в основном в области фортификации. Прозвище «Фрязин» — искажённое «франк» — старорусское название выходцев из Южной Европы, в основном итальянцев. По сообщению эстонского историка Ю. Ю. Кивимяэ, его настоящее имя — Пётр Франческо (Францизско) Анибале (итал. Pietro Francesco Annibale).
Летописи называют Петрока «архитектоном». Это слово свидетельствует о высоком статусе и применялось также лишь по отношению к Пьетро Антонио Солари и Алевизу Новому.
Согласно летописям, Петрок является автором следующих построек:
- В 1532 году заложена Воскресенская церковь в Кремле, примыкающая к колокольне Ивана Великого (завершена в 1552 году уже без Петрока)
- В 1534 году заложил земляную крепость в Москве, названную Китаем
- В 1535 году начал строительство каменной Китайгородской стены
- В 1534—1535 годах строит земляную крепость в Себеже
- В 1536 году строит земляную крепость в Пронске

Традиционно Петроку приписывается трёхпролётная звонница, примыкавшая к колокольне Ивана Великого, взорванная в 1812 году французами и в XIX веке отстроенная заново в изменённом виде. Однако, по мнению В. В. Кавельмахера и С. С. Подъяпольского, эта звонница появилась на месте возведённой Петроком Малым Воскресенской церкви лишь во второй половине XVII века. По их мнению, все более ранние изображения показывают на этом месте не звонницу, а церковь.
Петроку также приписываются церкви Вознесения и Георгия Победоносца в Коломенском, на основании анализа деятельности Петрока Малого в целом, анализа сооружений того времени, а также совпадения дат завершения их строительства и начала каменного церковного строительства в Коломенском.

Крепости, построенные Петроком, относились к новому для Руси типу, связанному с дальнейшим развитием огнестрельного оружия; их можно рассматривать как переходные к бастионной системе укреплений.

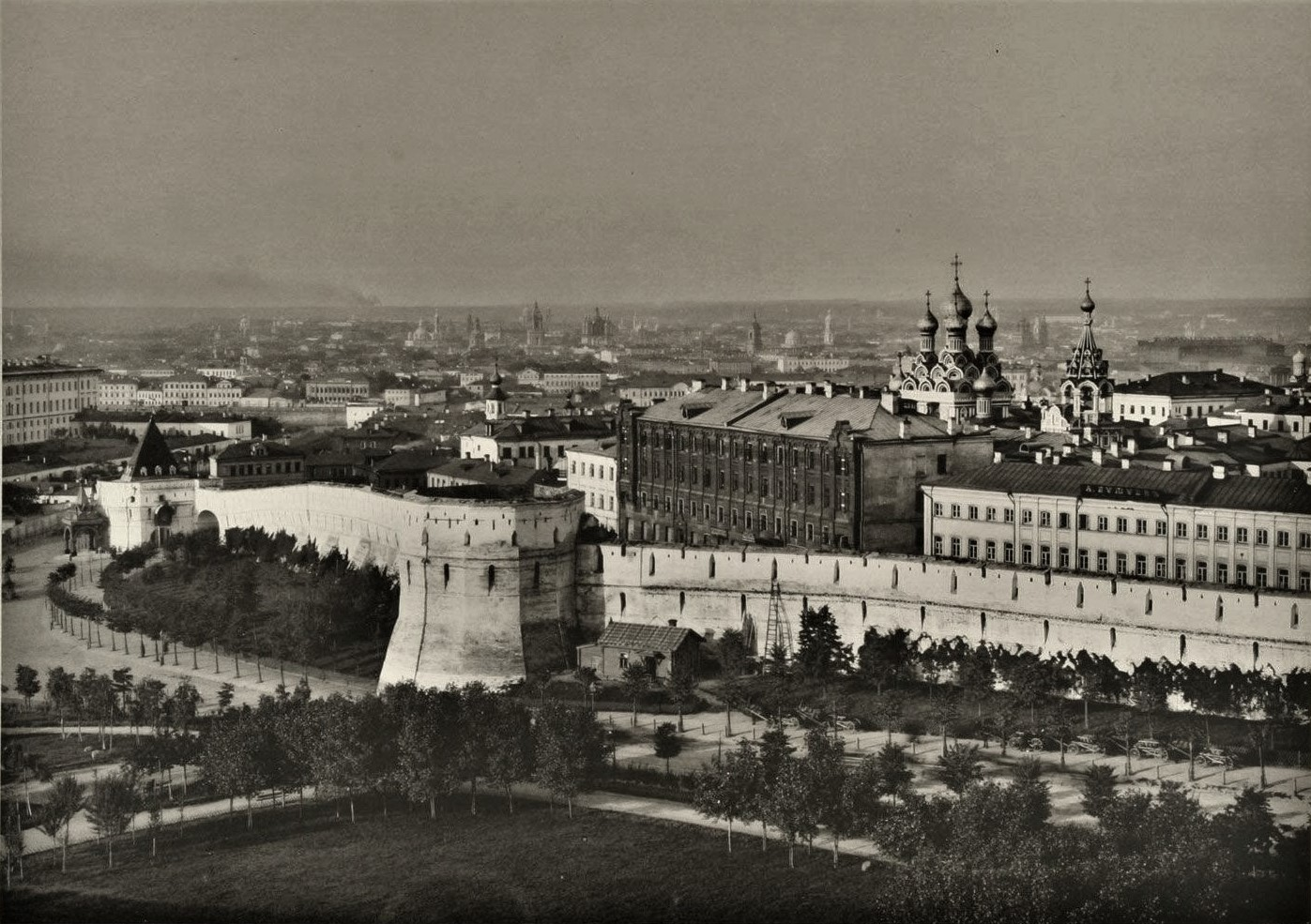
Стена Китай-города. Архитектор Петрок Малый Фрязин

Некоторые источники считают, что Пётр Фрязин, убежавший в Ливонию в 1539 году — это Петрок. Как следует из материалов розыскного дела, городовой мастер Пётр Фрязин бежал во время поездки в Себеж и Печерский монастырь, прибыл в Новгородок (Нейгаузен) и был перевезён в Юрьев. Конец дела считался потерянным, но был найден Ю. Ю. Кивимяэ в Шведском государственном архиве в Стокгольме; дальнейших сведений о Петре Фрязине нет. По словам самого Петра, причиной бегства были «великая мятеж и безгосударьство» после смерти Елены Глинской. Если считать, что этот Пётр Фрязин и Петрок — одно и то же лицо, то материалы дела позволяют датировать приезд Петрока в Москву 1528 годом («служил, сказал, Великому Князю одиннадцать лет, а держал его Князь Великий силою»). В том году, в июне, вернулось в Москву посольство Трусова и Лодыгина, привезя с собой мастеров от двора папы Климента VII Медичи.
Идентичность Петра Фрязина-беглеца и Петрока оспаривается некоторыми авторами, например, А. Н. Кирпичниковым, который ссылается на летописные сведения, что Петрок достраивал Воскресенскую церковь в Кремле в 1543 году.